# کری استینر
کری استینر (به انگلیسی: Cary Stayner) همچنین به عنوان قاتل پارک یوسمیتی یا به اختصار قاتل یوسمیتی شناخته می شود، یک قاتل سریالی آمریکایی و برادر بزرگتر قربانی ربوده شدن استیون استینر است. او به قتل چهار زن بین فوریه و ژوئیه ۱۹۹۹ محکوم شد. این قتل‌ها در شهرستان ماریپوزا، کالیفرنیا، نزدیک پارک ملی یوسمیتی رخ داد. استینر به دلیل چهار قتل به اعدام محکوم شد و هنوز در زندان ایالتی سن کوئنتین در کالیفرنیا در انتظار اعدام است.